# Distretto di Bajan-Ôndôr (Orhon)
Il distretto di Bajan-Ôndôr  è uno dei due distretti (sum) in cui è suddivisa la provincia dell'Orhon, in Mongolia. Conta una popolazione di 88.046 abitanti (censimento 2009). 